# Bruine gaai
De bruine gaai (Cyanocorax morio, synoniem Psilorhinus morio) is een zangvogel uit de familie Corvidae (kraaien).

## Verspreiding en leefgebied
Deze soort komt voor in Midden-Amerika en telt drie ondersoorten:
- C. m. palliatus: het uiterste zuiden van Texas en noordoostelijk en oostelijk Mexico.
- C. m. morio: van zuidoostelijk Mexico tot westelijk Panama.
- C. m. vociferus: noordelijk Yucatán (zuidoostelijk Mexico).

## Status
De grootte van de populatie is in 2019 geschat op 2 miljoen volwassen vogels. Op de Rode lijst van de IUCN heeft deze soort de status niet bedreigd.